# Sinni
Der Sinni (historisch Siris, Σίρις) ist ein Fluss in der Region Basilicata in Süditalien.

## Verlauf

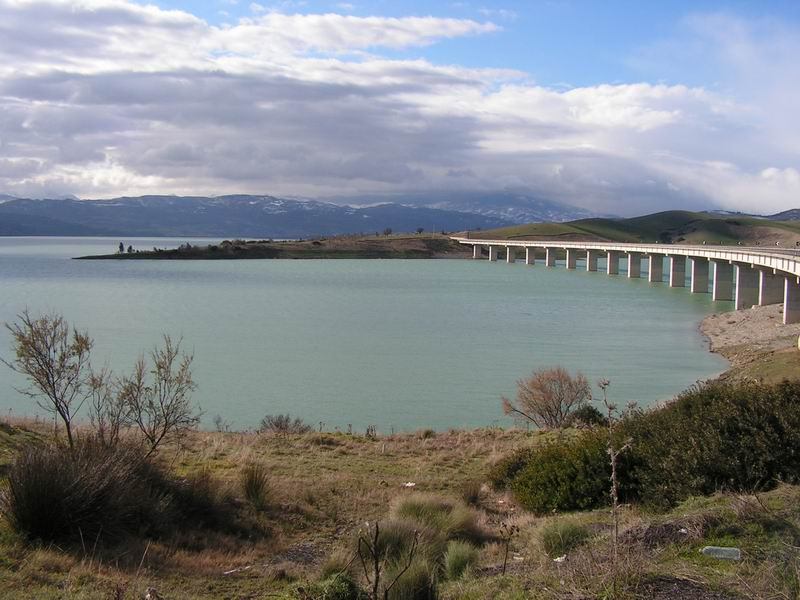
Lago di Monte Cotugno (2005)

Der Sinni entspringt auf einer Höhe von 1380 m an den Hängen des Monte Sirino östlich von Lagonegro in der Provinz Potenza. Nach kurzem Lauf wendet er sich nach Osten, fließt durch den kleinen Lago di Coliandrino und weiter an Latronico vorbei und durch den Stausee Lago di Monte Cotugno. Über Valsinni fließt er in einem Bogen zum Ionischen Meer hin ab, in das er südlich von Policoro mündet.
Die Länge des Flusses beträgt 94 km. Sein Einzugsgebiet beträgt 1292 km².

## Zuflüsse
Von rechts fließen dem Sinni der Torrente Frido, der Torrente Ruppio und der Torrente Lappio zu, von links der Torrente Serrapotamo, der Canale Riposo und der Canale Pescogrosso.